# Filosofia pratica
È Aristotele a definire per primo la filosofia pratica:

## Storia della disciplina
Prima dello Stagirita i sofisti assimilavano la pratica alla techné: la retorica era un sapere tecnico indirizzato alla pratica. Socrate stesso non distingueva la teoria come conoscenza intellettuale distinta dalla pratica quando sosteneva che la stessa conoscenza del bene fosse sufficiente a praticarlo.
Così «Platone riconosce...alla politica una finalità pratica perché la considera una scienza non soltanto capace di pronunciare giudizi ma capace anche e soprattutto di comandare; ma questa è una divisione interna alla scienza conoscitiva non è un genere di scienza diverso. Ciò conferma la sua idea di una scienza insieme teoretica e pratica, la dialettica, appunto, che è anche politica.»
Aristotele preferisce parlare più che di filosofia pratica di "scienza politica" (polithiké epistéme): egli infatti ritiene che le scienze sia pratiche che poietiche (ποιητική da ποίησις, l'azione produttiva) hanno lo scopo di realizzare un fine, identificato dalla saggezza, che si vuole raggiungere per un suo intrinseco valore o per servirsi di questo per conseguire un fine più alto: ad esempio il fine può essere accumulare denaro ma questo poi costringerà ad operare per conseguire altri fini. Il fine supremo, valido di per sé, sarà invece la felicità che si raggiungerà soddisfacendo la parte migliore ed essenziale dell'uomo: l'attività razionale. Ma se ha valore la felicità individuale tanto più varrà la felicità di tutti e per questo occorrerà esercitare la scienza politica, la suprema filosofia pratica
Nella filosofia romana Cicerone, influenzato dagli stoici assimila la filosofia pratica alla saggezza come dimostra la sua traduzione di phronesis con prudentia, distinguendola dalla sapientia (sophia), la filosofia, «scienza delle cose umane e divine». La filosofia pratica dunque è «la scienza delle cose da perseguire e rifuggire sia nell'ambito domestico (scientia domestica) che nell'ambito politico (scientia civilis)»
Mentre il termine "pratica" era stato sostituito dai postaristotelici con quello di "etica", e la stessa filosofia pratica era stata identificata nel periodo ellenistico con la saggezza, la terminologia medievale della scolastica riprende l'espressione aristotelica di "filosofia pratica" : in particolare Domenico Gundisalvo (in latino Dominicus Gundissalinus), sulle orme di Avicenna, nella sua opera De divisione philosophiae divide la filosofia in philosophia theorica e philosophia practica e quest'ultima in scientia civilis (ossia la politica), la scientia familiaris (o oeconomica), la scientia moralis (o ethica)
Nel Rinascimento si torna alla concezione aristotelica della filosofia pratica ma rispetto alla tradizione medioevale precedente la si intende come uno strumento di rinnovamento religioso e politico. L'etica aristotelica servirà all'individuazione di quelle virtù politiche miranti alla costituzione di uno stato repubblicano e cristiano assieme. La contemplazione religiosa infatti con la conseguente elevazione spirituale non è più riservata soltanto ai filosofi ma può appartenere anche al popolo cristiano.
Nel '700 la filosofia pratica conosce le ulteriori definizioni di Giambattista Vico (1668–1744) e di Christian Wolff (1679–1754). Il filosofo napoletano  nel De nostri temporis studiorum ratione mette a confronto il metodo cartesiano, che sostiene che si possa accettare come vero solo ciò di cui si è assolutamente certi, restringendo quindi al vero sapere solo quello fondato sulla certezza matematica, con quello della speculazione antica greco-romana fondato sulla constatazione che nella realtà non si raggiunge la certezza dell'evidenza cartesiana e che quindi soccorre bene la filosofia pratica intesa nel senso della "prudenza civile", che non è una scienza ma una forma di saggezza.
Con l'avvento del pensiero  kantiano, fondato sulla distinzione tra ragione teoretica e ragion pratica, si comincia a distinguere la pratica, riservata al mondo dell'azione, dall'etica o morale, che deve giudicare se quell'azione rientra in un agire moralmente valido.
Nell'Ottocento la nascita delle scienze dello spirito e la specializzazione del pensiero allontana le discipline pratiche dalla ricerca filosofica così che la distinzione kantiana si perde nell'idealismo attualistico di Giovanni Gentile, che identifica la teoria con la prassi e nega la stessa possibilità di una filosofia della pratica.
Dalla seconda metà del XX secolo rinasce l'interesse per la filosofia pratica riabilitata e riproposta nell'ambito delle principali scuole filosofiche tedesche, su istanza di una rinnovata riflessione critica sui temi dell'agire e della razionalità politica
Negli anni Sessanta in Germania un gruppo di filosofi ha riproposto infatti la "riabilitazione" della filosofia pratica.
Al di là delle differenze interne, il movimento della riabilitazione della filosofia pratica si caratterizza nella critica alla concezione moderna del sapere, ovvero contestando l'identificazione della ragione con la ragione scientifica, la riduzione della filosofia a pura analisi del linguaggio, la supposizione che l'agire etico sia totalmente irrazionale.
Di contro i filosofi della riabilitazione sostengono che l'ambito della ragione sia molto più ampio di quello prettamente scientifico, che la filosofia non ha solo funzione di analisi ma anche di valutazione e elaborazione di norme, che l'agire etico e politico sia razionalmente argomentato tramite un "etica del discorso".

## La "Philosophische Praxis"
Nel senso comune parlare di "filosofia pratica" ha sempre implicato una contraddizione in termini essendo la filosofia intesa come pura astrazione che non ha niente a che fare con le cose reali ed anche «per la mentalità odierna la filosofia non ha più nulla da dire perché il campo è ormai dominato dalla presenza sempre più invadente dell'arte, della politica, della religione e soprattutto della scienza...Si tratta di mettere in luce la verità insita nell'azione, cioè l'originarietà della pratica. Per rapportarsi alla verità la pratica non ha più alcun bisogno della mediazione della filosofia...»
Eppure la filosofia ai suoi inizi aveva assunto i caratteri della conduzione del "modo di vita", ad esempio nell'applicazione concreta dei principi desunti attraverso la riflessione.
Questa esigenza di concretezza si era poi persa nel prosieguo della dottrina sino a quando, con l'avvento dei  sofisti, la filosofia pretese di divenire l'insegnamento di un sapere tecnico indirizzato alla pratica. L'atteggiamento critico dei sofisti si rivolgeva nei confronti della speculazione filosofica a loro precedente e in particolare della filosofia socratica accusata di essere astratta e lontana dalle necessità reali dell'individuo, persa nelle "nuvole" di aristofanesca memoria.
Accusa ingiustificata questa nei confronti di Socrate che, invece, con il suo dialogare dimostrava come fosse impossibile per la filosofia arrivare a risposte definitive che servissero a risolvere questioni pratiche ma che essa si risolveva nel praticare quel confronto dialogico, quella "scienza del bene e del male", il dialeghestai, definito come to meghiston agathòn, il sommo bene.
Nell'età ellenistica poi l'epicureismo presentava il filosofo come "medico dell'anima" per curarla dalle paure degli dei, della morte, del dolore restituendo così all'uomo la pace interiore.
Sulla base di questi presupposti e in presenza della crisi della filosofia in genere e della filosofia pratica in particolare, Gerd B. Achenbach, riprendendo l'antica terminologia, fonda a Bergisch Gladbach nel maggio del 1981 la Philosophische Praxis.
Achenbach decide cioè di intraprendere la strada della filosofia applicata spinto dall'insoddisfazione nei confronti della filosofia accademica, da lui accusata di essersi eccessivamente allontanata dal mondo reale, chiudendosi in percorsi di studio ad uso e consumo dei soli filosofi. La filosofia in crisi ha preteso di trasformarsi in una scienza che non serve altri che sé stessa, una posizione assolutamente unica nel campo degli studi accademici.
Scrive in proposito Achenbach: «la filosofia non più o non ancora pratica sopravvive in un ghetto accademico, dove ha perduto il rapporto con qualsiasi problema che opprime realmente gli uomini. Questa alienazione, che produce sterilità nella filosofia e perdita di senso nella vita quotidiana, viene superata dalla Philosophische Praxis.»  È presente anche una seconda ragione nella decisione di Achenbach di dar vita a questa nuova pratica professionale, l'insoddisfazione nei confronti delle professioni di aiuto, ancorate al paradigma strumentale o terapeutico.
Nasce così la cosiddetta consulenza filosofica un'attività nata in Germania come Philosophische Praxis e poi diffusasi con diverse caratteristiche in altre parti del mondo, prima come Philosophy Practice e poi come Philosophical counseling.
Nella sua forma originaria la nuova filosofia pratica non si configura come una professione di aiuto, ma come un dialogo filosofico che si avvia dalla narrazione delle difficoltà del consultante ma non ha di mira risposte risolutive, bensì la ricerca di diverse modalità di pensare il mondo secondo una linea che ricorda la funzione dell'antico dialogo socratico.
Si è discusso se la consulenza filosofica possa considerarsi una forma di quella filosofia pratica che voleva soddisfare l'esigenza che il pensiero potesse razionalizzare l'agire umano nel campo della morale e della politica.
Si è già detto come genericamente nella filosofia  questo bisogno di applicare concretamente i principi elaborati dal pensiero fosse presente sin dall'inizio: questa esigenza si è riaffermata oggi anche nel mondo accademico dove non si dubita più che una nuova espressione della filosofia pratica, ormai in crisi,, possa essere rappresentata dalla «consulenza pedagogica e filosofica come risposta alla richiesta di cura che nasce da un diffuso disagio esistenziale non contrassegnato da specifiche patologie, ma dalle difficoltà ad affrontare situazioni per le quali si richiede un aiuto in termini di comprensione cognitiva e affettiva»
Altri autori infine ritengono che la consulenza filosofica come pratica filosofica, in un'accezione dilatata rispetto alle sue origini, sia l'erede della filosofia pratica.